# Квартет 4М
Квартет 4М је био југословенски и хрватски вокални бит састав који је током 1960-их важио за један од најпознатијих домаћих и европских шоу-квартета.
Квартет је у октобру 1956. у Загребу основао Ивица Крајач, а оригиналну поставу поред Крајача чинили су још и Бранко Марушић Медо, Жељко Ружић Муки и Миро Унгар. Месец дана касније група је имала први јавни наступ у тадашњем Глазбеном заводу у Загребу, а недуго потом постају део редовног репертоара позоришта Варијете (данас Керемпух). Први већи успех на домаћој сцени доноси им обрада блуз композиције Down by the riverside коју су на српскохрватском језику представили под насловом На нашој обали током 1958. године. Нешто касније исте године објављују прву студијску плочу под називом На ријечној обали, уз подршку у то време једног од најутицајнијих пијаниста и аранжера Бранка Булића. На својим наступима су уз музику комбиновали и плес, глуму, имитације, мимику и пантониму, чиме су на себе скренули пажњу домаће и стране музичке јавности, што им је отворило врата за бројне наступе широм Европе. Током 1962. били су на двомесечној турнеји по Израелу, поставши тако првим југословенским музичарима који су наступили у тој земљи.
Године 1963. освајају прво место на Загребфесту са твист композицијом Платно, боје, кист и твист, а потом објављују песме Ријека без повратка, Зелена поља, Чарли Браун и обраду Кад ја пођох на Бембашу које постају хитови на домаћем тржишту. Уследиле су и бројне турнеје по европским земљама, а нарочито су биле успешне оне по Совјетском Савезу.
Почетком 1969. са песмом Поздрав свијету учествују на фестивалу Југовизија где освајају прво место и самим тим постају представници Југославије на Песми Евровизије која се те године одржавала у Мадриду.
Група је расформирана током 1974, а последњи јавни наступ имали су 11. децембра 2006. у загребачкој Творници културе, на прослави 50 година музичке каријере Мира Унгара. Током скоро 20 година постојања група је објавила преко 60 грамофонских записа, одржали су бројне концерте и концертне турнеје и забележили бројна телевизијска гостовања широм Европе.

## Фестивали
Загреб:
- Кровови, '62
- Студентска пјесма (Вече шансона), '62
- Платно, боје, кист и твист (алтернација са Зденком Вучковић), прва награда публике, победничка песма, '63
- Цвијет у мојој улици, '63
- Клин / Don Pasquale, '64
- Мало, помало, '66
- Ратата-та (Вече шансона), трећа награда стручног жирија, '67
- Бебел, '67
- И зато не, не, не, '69
- Нека виси Педро / У ствари не желим да знам, '70

Сплит:
- Нима Сплита до Сплита / Странкиња, '64
- Ајме, мајко, '70
- Невера (са Томом Бебићем), '70
- Свугди појди, '71

Крапина:
- Ву Крапини, '67
- Немре, немре лепше бит, '70
- Че не чкомеш, '73

Опатија:
- Љубав и мотор, '62
- Твој глас (алтернација са Терезом Кесовијом), '68
- Ноћас си лијепа (са Миром Унгаром), друга награда публике, '68
- Јучер смо били задњи пут заједно (са Ивицом Шерфезијем), '68
- С.О.С. (са Бисерком Спевец), '68
- Прича се, '69
- Тко под другим јаму копа, '70
- Perpetuum mobile, '75

Југословенски избор за Евросонг:
- Поздрав свијету, Загреб '69, победничка песма

Песма Евровизије:
- Поздрав свијету, тринаесто место, '69

Ваш шлагер сезоне, Сарајево:
- Једног дана, драга, схватит ћеш, '69
- Ја не желим дасе вратим, '70

Мелодије Истре и Кварнера:
- Балада о Сењу, '69
- Драги Сењу, граде / Ајме људи, шторија, друга награда публике, '70
- Ча смо ми на вон јадном свиту, '71
- Хофирање по Сењски, друга награда публике, '72
- Старцу Сењанину, '73

Скопље:
- Македонка, '71